# Celes Kobayashi
Celes Kobayashi (jap. セレス小林, Seresu Kobayashi, eigentlich Shōji Kobayashi (小林 昭司, Kobayashi Shōji); * 6. Oktober 1974 in Iwai (heute: Bandō), Präfektur Ibaraki, Japan) ist ein ehemaliger japanischer Boxer im Superfliegengewicht.

## Profikarriere
1992 begann Kobayashi, der seinen Spitznamen nach der Hochzeitshalle, für die er arbeitete, erhielt, seine Profikarriere und verlor seinen Debütkampf. Am 11. März 2001 boxte er gegen Leo Gámez um den Weltmeistertitel des Verbandes WBA und siegte durch technischen K. o. in Runde 10. Diesen Titel verteidigte er noch im selben Jahr gegen Jesús Rojas durch geteilte Punktentscheidung und verlor ihn im darauffolgenden Jahr an Alexander Muñoz durch Knockout.
Nach dieser Niederlage beendete er nach 24 Siegen bei 5 Niederlagen seine Karriere. Danach arbeitete er als Trainer und Fernsehkommentator.